# Polyommatus selengensis
Polyommatus selengensis är en fjärilsart som beskrevs av Forster 1941. Polyommatus selengensis ingår i släktet Polyommatus och familjen juvelvingar. Inga underarter finns listade i Catalogue of Life.